# Puerto Plata
Puerto Plata är en provinshuvudstad i Dominikanska republiken.   Den ligger i kommunen Puerto Plata och provinsen Puerto Plata, i den norra delen av landet, 160 km nordväst om huvudstaden Santo Domingo. Puerto Plata ligger 34 meter över havet och antalet invånare är 146 000.
Terrängen runt Puerto Plata är platt österut, men åt sydväst är den kuperad. Havet är nära Puerto Plata åt nordost. Runt Puerto Plata är det ganska tätbefolkat, med 172 invånare per kvadratkilometer. Puerto Plata är det största samhället i trakten. Omgivningarna runt Puerto Plata är en mosaik av jordbruksmark och naturlig växtlighet.